# Astracantha kurdica
Astracantha kurdica är en ärtväxtart som först beskrevs av Pierre Edmond Boissier, och fick sitt nu gällande namn av Dieter Podlech. Astracantha kurdica ingår i släktet Astracantha och familjen ärtväxter. Inga underarter finns listade i Catalogue of Life.